# مذكرات آين راند
مذكرات آين راند (بالإنجليزية: Journals of Ayn Rand)‏ هو كتاب مشتق من المذكرات الخاصة للروائية والفيلسوفة آين راند . تم تحريره من قبل ديفيد هاريمان بموافقة ملكية آين راند، وتم نشره في عام 1997م، بعد 15 عامًا من وفاتها. اعتبره بعض المراجعين مصدرًا مثيرًا للاهتمام لحصول القراء المهتمين بآين راند على معلومات عنها، لكن العديد من العلماء انتقدوا تحرير ديفيد هاريمان باعتباره متشددًا للغاية ولم يتم الاعتراف به بشكل كافٍ في النص المنشور.

## محتويات
في مقدمة الكتاب، يصف وريث آين راند، ليونارد بيكوف مذكرات آين راند، مع بعض الاستثناءات، ككونها "مكتوبة لنفسها، من أجل وضوحها" وليست مخصصة للنشر.  تصف مقدمة ديفيد هاريمان المادة بأنها تمثل حوالي ثلاثة أرباع "مذكرات العمل" الخاصة بآين راند، والتي تم جمعها من "صناديق عديدة من الأوراق التي تركتها وراءها عند وفاتها". ويصف تحريره بأنه يتكون من "الاختيار والتنظيم وتحرير الخط وإدراج التعليقات التوضيحية".  ويقول إنه "لم يكن هناك حاجة إلى قدر كبير من تحرير الأسطر"، وأن إدخالاته التحريرية و"حذف الفقرات" تم وضع علامة عليها في النص المنشور. 
تتكون غالبية الكتاب من مذكرات آين راند المحررة، مقسمة إلى خمسة أقسام رئيسية. القسم الأول، بعنوان "المشاريع المبكرة"، يتضمن سيناريوهات للأفلام الصامتة التي طورتها آين راند عندما انتقلت لأول مرة إلى هوليوود في عشرينيات القرن العشرين. هناك أيضًا ملاحظات ومخططات أولية لروايتها المنشورة الأولى، نحن الأحياء ، ولرواية مبكرة أخرى لم تكتمل أبدًا، والتي كانت لتكون بعنوان الشارع الصغير . كان من المفترض أن يتمحور "الشارع الصغير" حول بطل الرواية داني ريناهان، الذي استند إلى القاتل والخاطف الواقعي ويليام هيكمان .  في هذا القسم الأول، كرست أيضًا أفكارها الخاصة لويليام هيكمان، حيث أضفت طابعًا رومانسيًا على كلماته ("أنا مثل الدولة: ما هو جيد بالنسبة لي هو الصواب.") والاعتلال الاجتماعي الواضح ("إنه لا يفهم، لأنه ليس لديه عضو لفهم ضرورة أو معنى أو أهمية الآخرين.") كدليل على "الرجل الحقيقي".  وصفت آين راند الإدخالات في "مجلة فلسفية" مبكرة من أبريل ومايو 1934م بأنها "البدايات الغامضة لفيلسوف هاوٍ". 
أما القسم الثاني بعنوان "المنبع" فيتكون من مواد تتعلق بروايتها التي تحمل هذا الاسم . فقد قامت بتدوين ملاحظات مستفيضة من بحثها حول الهندسة المعمارية، وأنشأت ملفات تعريف لكل شخصية، غالبًا ما اعتمدت على معلومات حول أشخاص حقيقيين. وهناك العديد من الخطوط العريضة للحبكة والملاحظات التي كتبتها أثناء كتابة الرواية.
القسم الثالث، بعنوان "الانتقال بين الروايات"، يتضمن مادة مسودة لثلاثة مشاريع غير مكتملة. الأول كان كتابًا غير خياليٍ بعنوان الأساس الأخلاقي للفردية . أما الثاني فكان فيلمًا عن تطور القنبلة الذرية ، بعنوان مبدئي هو "سري للغاية". أما المقال الثالث فكان عبارة عن مقال بعنوان "إلى جميع كتاب العمود الخامس الأبرياء"، والذي سيتم توزيعه من قبل منظمة مقترحة من المثقفين المحافظين التي لم تتشكل أبدًا. يعيد هذا القسم أيضًا طباعة نسخة من شهادة آين راند عام 1949م أمام لجنة الأنشطة غير الأمريكية بمجلس النواب ، بالإضافة إلى ملاحظاتها الخاصة حول جهود اللجنة للتحقيق في الشيوعية .
القسم الرابع، "حينما هز أطلس كتفيه"، يحتوي على ملاحظاتها وخطوطها العريضة لروايتها الأخيرة التي تحمل نفس الأسم . بالإضافة إلى التخطيط للشخصيات ونقاط الحبكة، تتضمن ملاحظاتها أبحاثًا حول صناعات السكك الحديدية والصلب، وأفكارًا حول القضايا الفلسفية المختلفة التي سيتم تناولها في الرواية.
القسم الخامس والأخير، "السنوات الأخيرة"، ويغطي الأعوام من 1955م إلى 1977م. ويتضمن ملاحظات حول "نظرية المعرفة النفسية" وأفكارًا لكتابين محتملين. كان أحدهما كتابًا غير خيالي عن فلسفة آين راند الموضوعية . أما الأخرى فكانت رواية بعنوان "إلى لورن ديترلينج" .

## خلفية
عندما توفيت آين راند في عام 1982م، تركت أوراقها الخاصة لتلميذها ووريثها ليونارد بيكوف . ابتداءً من عام 1983م، بدأ ليونارد بيكوف في السماح بنشر مقتطفات من مذكراتها وغيرها من الكتابات غير المنشورة. ومن عام 1983م إلى عام 1994م، ظهرت العديد من هذه المقتطفات في "المنتدى الموضوعي"  و"الناشط الفكري".  ديفيد هاريمان، عالم فيزياء ومتحدث في معهد آين راند ،  قام بتحرير مجلات آين راند لنشرها في شكل كتاب. تم نشر نسخة الغلاف القاسي من مذكرات آين راند المحررة بالكامل بواسطة داتون في عام 1997م. تم نشر طبعة ذات غلاف ورقي بواسطة بلوم في عام 1999م.

## استقبال الكتاب
وصف الفيلسوف الموضوعي ديفيد كيلي المواد الموجودة في مذكرات آين راند بأنها "تحتوي على عدد من المقاطع التي تشرح النقاط الرئيسية في فلسفتها بشكل أكمل وأكثر وضوحًا من أي شيء نشرته". وصف كيلي الكتاب بأنه "كنز" وقال إن تحرير ديفيد هاريمان كان "ماهرًا"، على الرغم من انتقاده لديفيد هاريمان لعدم تقديم المزيد من الملاحظات الكاملة حول الحالات التي غيرت فيها آين راند مواقفها لاحقًا من تلك الموثقة في إدخالات دفتر اليومية.  الكتابة للمجلة التحررية "السبب" ، قال والتر أولسون إن الكتاب كان "مكانًا أقل من مثالي للبدء بالنسبة لأولئك الذين ليسوا على دراية وثيقة بعمل المؤلفة الروسية المولد (يقصد آين راند)".  ذلك، قال إنها "قدمت وعاء عميقًا من الفشار ذو قيمة هائلة للمعجبين" المهتمين بآين راند.  وصفته مراجعة موجزة في صحيفة واشنطن بوست بأنه "كتاب مرجعي قيم" للمهتمين بآين راند. 
في ملحق مراجعة كتاب نيويورك تايمز ، قدم الكاتب المحافظ ديفيد بروكس "تقييمه القاسي" بأن الأفكار التي كانت لدى آين راند حول مخاطر الجماعية "جعلت سخيفة فقط بسبب الفلسفة التي تراكمت فوقها". وقال بالنسبة للكُتاب الطموحين: "الدرس الأساسي الذي تعلمه المذكرات هو أنه لا ينبغي لأحد أن يقلل من أهمية التبجح".  أنتجت هذه المراجعة ردودًا في شكل مقال قصير في ليبرتي يصفها بـ "وظيفة الأحقاد غير المطلعة"  ورسالة من الفيلسوف آلان جوتهيلف يصفها بـ "السخرية المعتادة". 
في ببليوغرافية أعمال آين راند، قالت ميمي ريزل جلادستين إن الكتاب "يوضح تفاني آين راند في حرفتها واستعدادها الدقيق للكتابة".  أشار كل من بروكس و ميمي ريزل جلادستين إلى أن مصطلح "المذكرات" كان مضللًا لأن المادة تركز على أعمال آين راند وأفكارها، بدلاً من الأفكار الشخصية.
وصفت بوكليست آين راند بأنها مفكرة صارمة ولكنها كارهة للبشر، وقالت إن مذكراتها "ستكون ذات أهمية حيوية للكثيرين".  في المقابل، قالت مجلة بابليشرز ويكلي إنها كانت ذات أهمية فقط لأولئك الذين كانوا "عُشاقًا وكارهين" لآين راند، واصفة الكتاب بأنه "مثير للفضول ولكنه في بعض الأحيان مخدر مثل رواياتها".  أوصت مجلة جويس بالكتاب للمكتبات الأكاديمية، قائلة إنه سيرحب به "عشاق آين راند".  نُشرت مراجعات الكتاب أيضًا في مراجعات كيركوس  ولوس أنجلوس تايمز . 

### مخاوف بشأن التحرير
في مراجعة للكتاب في مجلة ليبرتي ، شكك ستيفن كوكس في الاختيارات التحريرية التي قام بها ديفيد هاريمان. وقال إن ديفيد هاريمان حاول "توجيه مسار وسط" بين القراء العاديين والعلماء لعمل آين راند، لكنه تساءل "أين يجب رسم الخط الفاصل؟" واستشهد بأمثلة قدمها ديفيد هاريمان كأنواع المقاطع المحذوفة، قائلاً إن بعضها كان "بالضبط نوع الملاحظة التي يريد العلماء رؤيتها". قال ستيفن كوكس أيضًا إن تحريره للقواعد و"الألفاظ" لم يتم شرحه بشكل كافٍ، مما أدى إلى "تدمير السلطة الموضوعية للنص". 
في مقال في العدد القادم من مجلة ليبرتي ، أثار كريس ماثيو سيابارا، الباحث في مؤسسة آين راند، مخاوف إضافية حول كيفية قيام ديفيد هاريمان بتحرير المادة. قارن كريس ماثيو سيابارا مقطعًا نُشر سابقًا في الناشط الفكري مع المقطع المقابل في الكتاب. وجد اختلافات بين الاثنين، بما في ذلك حذف الإشارة إلى ألبرت جاي نوك في نسخة الكتاب. واقتبس مقدمة ديفيد هاريمان حول كيفية ملاحظة التغييرات من النص الأصلي في النص، وقال: "عندما لا يتم توضيح هذه التغييرات التحريرية بشكل واضح، عندما لا يتم توفير حتى نقاط الحذف للإشارة إلى النص المفقود، يتم إلقاء الشك دون داع على أصالة المجلد."  نقلًا عن مقال شيبارا، أعطى ميمي ريزل جلادشتاين الكتاب كمثال على جهود النشر التي بذلتها مؤسسة آين راند والتي "لم تظهر دائمًا مستوى ملهمًا للثقة من الصرامة الأكاديمية".  في كتابه طائفة آين راند ، اقترح الصحفي جيف ووكر أن المذكرات المنشورة قد تكون "غير موثوقة على الإطلاق و... ربما تكون ملتوية تمامًا لصالح الطائفة الحالية". 
أثناء كتابة السيرة الذاتية لآين راند ، عملت المؤرخة جينيفر بيرنز مع المذكرات الأصلية في أرشيفات آين راند، وقارنت المواد الموجودة هناك بالنسخ المنشورة. وقالت إن يوميات آين راند تم تحريرها بطرق "مهمة ومثيرة للمشكلات".  وإن تغييرات ديفيد هاريمان "تغير بشكل كبير مقصد آين راند" في عدد من الحالات، وتحول الأفكار المؤقتة والمتطورة في ملاحظات آين راند إلى "عالم مصنّع بارع تكون فيه جميع أفكارها محددة، وذات صياغة جيدة، وواضحة".  في مدخل على مدونتها تصف تجربتها في الأرشيف، وقالت أن موظفي الأرشيف "يرفضون بشدة" كيفية تحرير الكتاب. 